# Matthew Brook
Matthew Brook es un bajo-barítono inglés.

## Carrera
Ha aparecido como solista en toda Europa, Australia, Sudáfrica y el Lejano Oriente, y ha cantado extensivamente como recitalista y artista de concierto. Durante su carrera ha trabajado con Richard Hickox, Charles Mackerras, Philip Pickett, Harry Christophers, Jean-Bernard Pommery, Paul McCreesh, Wolfgang Seeliger, Christopher Robinson y David Willcocks. Ha actuado con orquestas y numerosas agrupaciones de renombre, entre las que se incluyen la Royal Philharmonic Orchestra, la Sinfónica de Londres, la Sinfónica de Bournemouth, la Royal Northern Sinfonia, City of London Sinfonia, Gabrieli Consort & Players, The Sixteen, New London Consort, Orchestra of the Age of Enlightenment, la Orquesta Nacional de Lille y el Konzertchor Darmsadt. Él es también un miembro de los grupos de renombre internacional Consort Dunedin, I Fagiolini y Oficio de Tinieblas. 
Matthew Brook es un cantante activo de recitales con su acompañante, Anna Markland, ex BBC Young Musician of the Year. Sus planes futuros incluyen una grabación del Réquiem de Mozart con la Orquesta de Cámara de Europa y una nueva comisión por Anthony poderes con la Royal Philharmonic Orchestra en el verano de 2004. 

## Repertorio
Ha interpretado la ópera Acis y Galatea, el papel protagonista en Eugene Onegin, el sacristán en Tosca, el Papageno en La flauta mágica, Fígaro en Las bodas de Fígaro, Leporello en Don Giovanni, el joven Sam en el estreno británico de A Quiet Place de Bernstein, Noé en El diluvio de Noé, Vicario en Albert Herring, Júpiter en Castor et Pollux de Rameau, y el alcalde Starek en Jenufa, Antenor y Calkas en Troilo y Crésida de Walton con Hickox y la Orquesta Philharmonia, y el abogado juicios con jurado registrado en Chandos con la Orquesta Nacional de Gales y Hickox. 

## Grabaciones
Matthew Brook ha participado en numerosas grabaciones y emisiones en todo el mundo y para la BBC. Más recientemente, una grabación de televisión de la BBC L'enfance du Christ de Berlioz, con Richard Hickox y la Orquesta Nacional de la BBC de Gales. Ha realizado grabaciones para Chandos, Hyperion, Naxos y recientemente por EMI en una grabación de Idomeneo, rey de Creta de Mozart con Charles Mackerras, la Orquesta de Cámara de Escocia y el Coro del Festival de Edimburgo.
Algunas de sus grabaciones incluyen L'enfance du Christ de Berlioz con la BBC National Orchestra of Wales y Hickox, y El Mesías de Händel con el Consort Dunedin y John Butt en Linn Records (ganador del Premio Gramophone). Ha grabado para DVD la aclamada producción de "The Complete Monteverdi" con el I Fagiolini.